# جورج برونيه
جورج برونيه (بالإنجليزية: George Brunet)‏ هو لاعب كرة قاعدة أمريكي، ولد في 8 يونيو 1935 في هوتون في الولايات المتحدة، وتوفي في 25 أكتوبر 1991 في Poza Rica ‏ في المكسيك.

## وصلات خارجية
- جورج برونيه على موقع دوري كرة القاعدة الرئيسي (الإنجليزية)
- جورج برونيه على موقعبيزبول رفرنس.كوم (الدوري الرئيسي) (الإنجليزية)
- جورج برونيه على موقعبيزبول رفرنس.كوم (الدوري الثانوي) (الإنجليزية)
- جورج برونيه على موقع إي إس بي إن.كوم (أم.أل.بي) (الإنجليزية)
- جورج برونيه على موقع مشجعي الرسوم البيانية (الإنجليزية)